# 龙凤 (田九成)
龙凤（1397年正月—九月）为中国明朝时期陕西起事者田九成的年号。

## 公元纪年对照表
| 龙凤 | 元年   |
| ---- | ------ |
| 公元 | 1397年 |
| 干支 | 丁丑   |

## 同期存在的其他政权年号
- 中國
  - 洪武（1368年－1398年）：明朝—明太祖朱元璋之年號
- 越南
  - 光泰（1388年－1398年）：陳朝—陳順宗陳顒之年號
- 日本
  - 应永（1394年－1428年）：后小松天皇及称光天皇之年號

## 參看
- 中国年号列表
- 其他时期使用的龙凤年号